# فابيو بيريرا دا كروز
فابيو بيريرا دا كروز (بالبرتغالية: Fábio Pereira da Cruz‏) هو لاعب كرة قدم برازيلي، ولد في 30 يوليو 1979 في غوارولوس في البرازيل. لعب مع جمعية بورتوغيزا الرياضية وغازي عنتاب سبور وغريميو بورتو أليغرينزي ونادي جوفنتودي ونادي سانتوس ونادي سبورت ريسيفه ونادي فاسكو دا غاما ونادي كوريتيبا.

## وصلات خارجية
- فابيو بيريرا دا كروز على موقع اتحاد تركيا (لاعب) (الإنجليزية)
- فابيو بيريرا دا كروز على موقع قاعدة بيانات كرة القدم.إي يو (الإنجليزية)
- فابيو بيريرا دا كروز على موقع Soccerway.com (الإنجليزية)